# Ditelureto de hidrogênio
O ditelureto de hidrogênio ou ditelano é um dicalcogeneto de hidrogênio instável contendo dois átomos de telúrio por molécula, com estrutura HTeTeH ou (TeH)2. O ditelureto de hidrogênio é interessante aos teóricos porque sua molécula é simples, mas assimétrica (sem centro de simetria) e é considerada uma das mais fáceis de se detectar violação de paridade, na qual a molécula da mão esquerda tem propriedades diferentes para a mão direita devido a os efeitos da força fraca.

## Produção
É possível que o ditelureto de hidrogênio seja formado no cátodo de telúrio em uma eletrólise em ácido. Quando eletrolisado em soluções alcalinas, um cátodo de telúrio produz íons ditelureto Te22−, além de Te2−, e um politelureto vermelho. Uma maior produção de ditelureto ocorre em pH  acima de 12.
Além de sua detecção especulativa na eletrólise, o ditelano foi detectado na fase gasosa produzida a partir do di-sec-butilditelano.

## Propriedades
O ditelureto de hidrogênio foi investigado teoricamente, com diversas propriedades previstas. A molécula é torcida com uma simetria C2 e possui dois enantiômeros. Ele configura uma das moléculas assimétricas mais simples possíveis; qualquer molécula mais simples não terá a baixa simetria necessária. A geometria de equilíbrio (sem contar a energia do ponto zero ou a energia vibracional) tem comprimentos de ligação de 2,879 Å entre os átomos de telúrio e 1,678 Å entre os de hidrogênio e de telúrio. O ângulo H-Te-Te mede 94,93°. O ângulo de menor energia entre as duas ligações H-Te (ângulo diedro) mede 89,32°. A configuração trans é maior em energia (3,71 kcal/mol), sendo a cis ainda maior (4,69 kcal / mol).
Sendo quiral, prevê-se que a molécula mostre evidências de violação de paridade, apesar da possível ocorrência de interferência de tunelamento de estereomutação, no qual o enantiômero P e o enantiômero M se convertem espontaneamente um no outro por tunelamento quântico. O efeito de violação de paridade na energia provém de trocas virtuais de bósons Z entre o núcleo e os elétrons. Ele é proporcional ao cubo do número atômico, sendo, pois, mais forte nas moléculas de telúrio do que em regiões superiores da tabela periódica (como O, S, Se). Por causa da violação da paridade, a energia dos dois enantiômeros difere e é provável que seja mais alta nesta molécula do que na maioria das moléculas. Em vista disso, está sendo buscada a observação deste efeito até agora não detectado. O efeito de tunelamento é reduzido por massas maiores, de modo que a forma de deutério, D2Te2, apresentaria menos tunelamento. Em um modo vibracional de torção, a molécula pode girar para frente e para trás armazenando energia. Sete níveis diferentes de vibração quântica são previstos abaixo da energia para saltar ao outro enantiômero. Os níveis são numerados por vt = 0 a 6. Prevê-se sexto nível seja dividido em dois níveis de energia em decorrência do tunelamento quântico. A energia de violação de paridade é calculada como 3×10−9 cm−1 ou 90 Hz.
Os diferentes modos vibracionais para o H2Te são alongamento simétrico de H-Te, curvatura simétrica de ∠H-Te-Te, torção, alongamento Te-Te, alongamento assimétrico H-Te e curvatura assimétrica de ∠H-Te-Te. O tempo para criar um túnel entre os enantiômeros é de apenas 0,6 ms para H2Te2, mas é de 66000 segundos para o isotopômero de trítio T2Te2.

## Conteúdo relacionado
Há derivados orgânicos nos quais o hidrogênio é substituído por grupos orgânicos. Alguns exemplos são o bis-(2,4,6-tributilfenil)ditelano, o difenilditelano e 1,2-bis(cicloexilmetil)ditelano.